# Shirley Bunnie Foy
Shirley Bunnie Foy (Harlem, 13 oktober 1936 – Nice, 24 november 2016) was een Amerikaanse jazzzangeres, songwriter en percussioniste.

## Biografie
Shirley Bunnie Foy groeide op in een familie van muzikanten en tijdens haar jeugd ontdekte ze gospelmuziek, spirituals en blues. Op 17-jarige leeftijd begon ze haar carrière met toeren langs de Atlantische kust en Canada met de rhythm-and-blues-groep The Dell-Tones. Het ensemble werd gevormd door Della Griffin, Gloria Lynne, Sonny Til en Slide Hampton.
Foy vestigde zich in 1959 in Parijs en na een verbintenis bij La Calvados, een jazzclub in de buurt van de Champs-Élysées, toerde ze met pianist Pierre Franzino (haar toekomstige echtgenoot) in Frankrijk, België, Duitsland, Zwitserland en Noord-Afrika. In 1960 nam ze deel aan het eerste Jazzfestival van Antibes/Juan-les-Pins. In 1965 trad ze op in New York met Archie Shepp. In de daaropvolgende jaren werkte ze samen met trompettist Charlie Shavers, bassist Arvell Shaw, drummer Jo Jones en saxofonist Curtis Porter.
Tijdens haar carrière werkte ze in de Verenigde Staten met Johnny Griffin, drummer Art Blakey, pianist Randy Weston, organist Lou Bennett, vibrafonist Milt Jackson en in Italië met de gitaristen Franco Cerri en Bruno De Filippi, bassist/arrangeur Pino Presti, bassist Stefano Cerri, de pianisten Enrico Intra en Renato Sellani, de drummers Gil Cuppini, Tullio De Piscopo en Gianni Cazzola, de Amerikaanse klarinettist/arrangeur Tony Scott en de Jamaicaanse pianist Sonny Taylor.
Na de jaren 1990 woonde Foy in Nice en zette haar jazzcarrière voort met musici als saxofonist Sébastien Chaumont, de pianisten Ronnie Rae en Jean-Sébastien Simonoviez, trompettist François Chassagnite, de drummers Laurent Sarrien en Yoann Serra en de bassisten Bibi Rovère, Fabrice Bistoni en Dodo Goya.
Haar laatste album Shirley Bunnie Foy (60th Anniversary) was opgedragen aan de zangeres ter gelegenheid van de 60ste verjaardag van haar carrière. Het album is geproduceerd door Pino Presti en Mad of Jazz en Claudio Citarella. Het bestaat uit 17 nummers, uitgevoerd door Foy van 1954-2009 en bevat Tony Scott, Archie Shepp, Franco Cerri, Pierre Franzino en Lou Bennett.

## Overlijden
Shirley Bunnie Foy overleed in november 2016 op 80-jarige leeftijd aan een hartaanval.

## Discografie

### Als leader
- 1974: May-O (BASF)
- 2013: Shirley Bunnie Foy (60th Anniversary) (MAP Golden Jazz)

### As gast
- 1967: George Braith – Musart (Prestige Records)
- 1975: Enrico Intra – Messa d'oggi, (Ri-Fi/Golden Jazz)
- 1975: Archie Shepp – A Sea of Faces, (Black Saint Records)
- 1976: Franco Cerri/Tony Scott – Franco, Tony e Pompeo, (Mallobia)
- 1977: Franco Cerri – Un Suo Modo de Dire, (Dire)
- 1978: Franco Cerri – Noi Duero, (Mallobia)
- 2006: Dodo Goya – 1956/2006 Anniversary of The Jazz Festival at the Sanremo Casino, (Splasc(h))
- 2007: Jean-Sébastien Simonoviez – Transition Cosmic Power, (Black & Blue Records)